# بیلی بروماژ
بیلی بروماژ (انگلیسی: Billy Bromage؛ زادهٔ) بازیکن فوتبال است.